# Intoxicated
Intoxicated è un singolo del disc jockey francese Martin Solveig e del duo di dj statunitense GTA, pubblicato il 23 febbraio 2015 dalla Spinnin' Records.

## Video musicale
Il video, diretto da Paul&Martin, è stato pubblicato sul canale della Spinnin' Records il 19 maggio 2015. Nel video è presente una Peugeot 406 del 1999.

## Classifiche

### Classifiche settimanali
| Classifica (2015) | Posizione massima |
| ----------------- | ----------------- |
| Austria           | 23                |
| Belgio (Fiandre)  | 6                 |
| Belgio (Vallonia) | 8                 |
| Francia           | 15                |
| Germania          | 11                |
| Irlanda           | 26                |
| Lussemburgo       | 1                 |
| Paesi Bassi       | 11                |
| Regno Unito       | 5                 |
| Svizzera          | 33                |

### Classifiche di fine anno
| Classifica (2015) | Posizione |
| ----------------- | --------- |
| Belgio (Fiandre)  | 24        |
| Belgio (Vallonia) | 35        |
| Francia           | 52        |
| Germania          | 31        |
| Paesi Bassi       | 30        |
| Regno Unito       | 71        |